# 谈恺
談愷（1503年—1569年），字守教，號十山，南直隸常州府無錫縣人。

## 生平
談愷是弘治五年舉人談一鳳之子，嘉靖四年（1525年）中式乙酉科應天府鄉試舉人，嘉靖五年（1526年）聯捷丙戌科二甲進士，授官戶部員外郎，“五遷而後為四川副使”。曉軍事，曾平定江西土匪李文彪和海寇徐壁溪，因亂有功。二十二年任山東副使。累升廣東左布政使，三十二年（1553年）升都察院右副都御史、巡抚南赣，三十三年十二月拜兵部右侍郎，兼都察院右佥都御史、提督两广军务兼理巡抚，三十六年二月科道考察拾遺，令致仕。
嘉靖四十五年（1566年），談愷據《太平廣記》傳鈔本加以校補重印，稱《談刻本》，是今存最早的版本。著有《前後平粵錄》四卷、《虔臺續志》五卷等書。有子談志伊。

## 家族
十世祖談信。